# Grupos étnicos de Chile

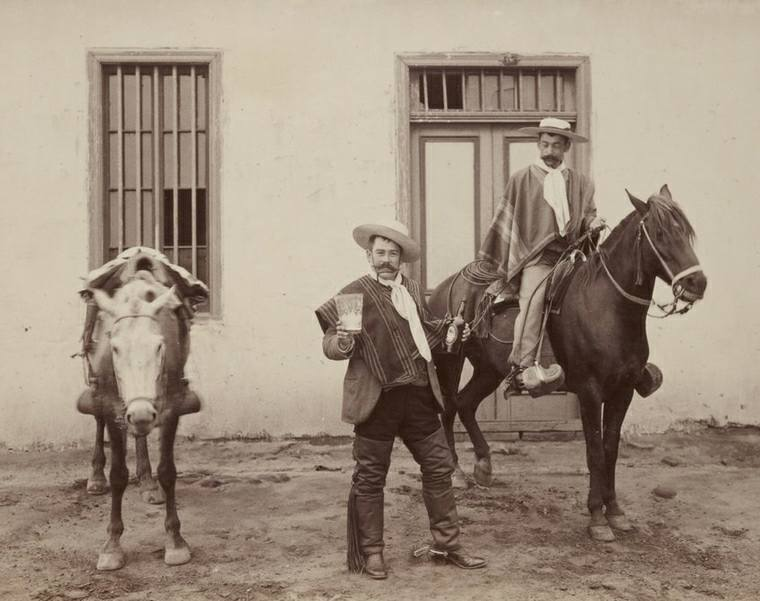
Huasos chilenos a principios del.

Las estadísticas oficiales recogidas por el censo consideran la pertenencia a pueblos indígenas u originarios, más no la identificación con otros grupos fuera del estándar de la nacionalidad chilena. 
La población que se declara no indígena representa un 88,9% del total. Respecto a los pueblos indígenas, un 9,1% se declaró mapuche, 0,7% aimara y 1% perteneciente a otros pueblos indígenas, entre ellos los rapanui, atacameños, quechuas, kollas, diaguitas, kawésqar, yaganes o yámanas.
Sin embargo, es preciso considerar que la identificación con la chilenidad está principalmente supeditada por referencias culturales y dialectales, como también por las costumbres y hábitos de cada sujeto. En conjunto, aquello ha dialogado con las distintas construcciones identitarias en torno a la nacionalidad, incluyendo perspectivas eurocéntricas y la exaltación del mestizaje como instrumentos de diferenciación racial.
Las estimaciones sobre la población chilena representan ideas ajustadas a elementos inestables y variables a través del tiempo. No obstante, es posible reconocer patrones entre cada una de ellas:
- El doctor en estudios latinoamericanos de la Universidad Nacional Autónoma de México (UNAM), Francisco Lizcano, considera a Chile un país principalmente criollo en términos culturales y ancestrales, aunque con una fuerte presencia del mestizaje y las etnias indígenas.[5]
- El profesor Joaquín Bosque Maurel afirmó la existencia de una mayoría criolla[6] a partir de la ponencia del catedrático también español Eugenio García Zarza sobre las migraciones en Iberoamérica.[7]
- El antropólogo y profesor español Claudio Esteva Fabregat, de la Universidad de Barcelona, consideró en 1981 que en el norte de Chile predomina un mestizaje equilibrado mientras que en el resto del país el mestizaje es de carácter abrumadoramente hispánico.[8]
- Por otra parte, el historiador chileno Gabriel Salazar retrata una disparidad fundacional entre criollos y mestizos, en la que prima la desigualdad territorial y es causal de una invisibilización sistémica. Si bien no define mayorías ni minorías, considera al pueblo mestizo como una masa importante de personas en busca de rehabitar los espacios históricamente negados.[9]

- Según el informe sobre Chile confeccionado por la Corporación Latinobarómetro el 2020 y, con base en una encuesta de autopercepción, un 52% del total encuestado declaró ser blanco, un 26% mestizo, 6% indígena, 1% mulato, 2% otro y un 14% no supo o no respondió frente a la pregunta ¿a qué raza/etnia se considera perteneciente usted?[10]

Se desprende que la población chilena es producto de una paulatina sucesión de intercambios interétnicos entre dos principales actores: el colono mediterráneo de origen español y el indígena nativo de los territorios que hoy corresponden al Chile moderno.

## Pueblos indígenas u originarios

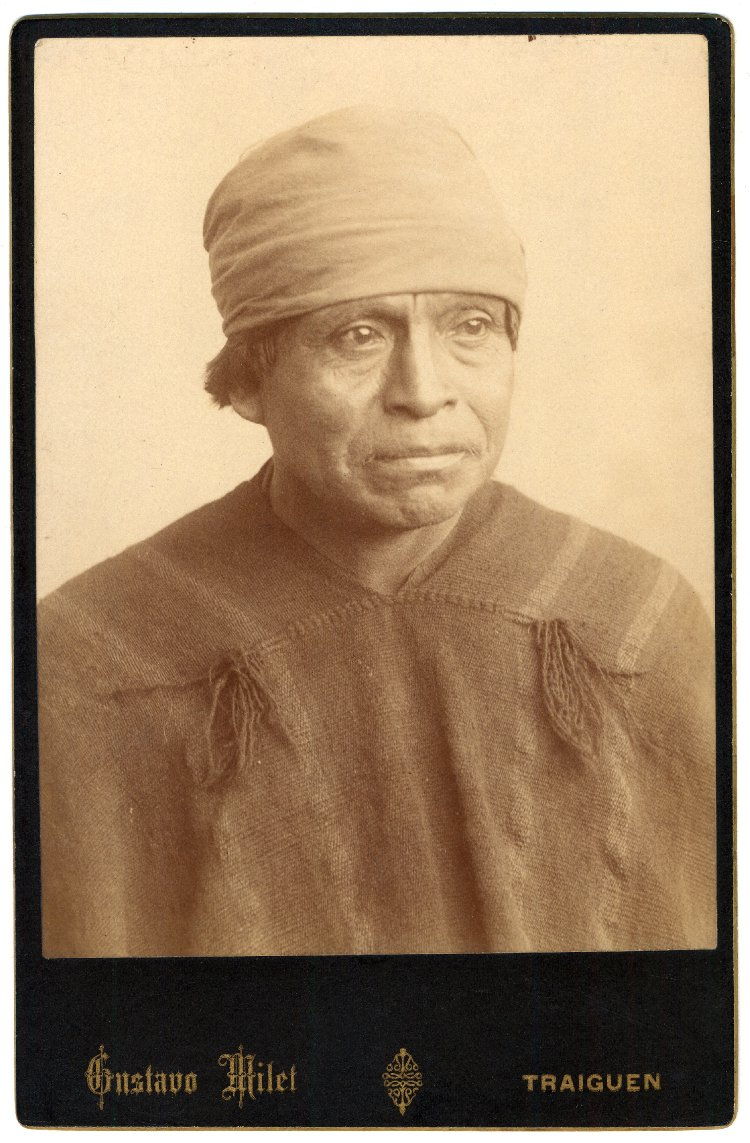
Hombre mapuche de Traiguén, a fines del.

Antes de la llegada de los conquistadores españoles y pobladores españoles, la zona que comprende el sudoeste americano ya se encontraba habitada por multitud de pueblos con orígenes y culturas diversas, los que indistintamente son agrupados como pueblos indígenas u originarios y que, a pesar de la desaparición de una parte de su población durante el proceso de colonización —determinada por pandemias, la guerra y el despojo cultural—, sus descendientes habitan a lo largo y ancho de las regiones del país. Gran parte de los indígenas de la zona central y norte participaron del mestizaje, siendo junto a los españoles, el origen ancestral de la mayoría de los de chilenos. 
En las Leyes de Burgos de la Monarquía Católica se explicita a los indígenas como la naturaleza jurídica de hombre libre con todos los derechos de propiedad, que no podían ser explotados pero como súbdito debían trabajar a favor de la corona, a través de los españoles allí asentados mediante la encomienda.
Según el censo del año 2012, la cantidad de personas que declararon sentirse pertenecientes a un pueblo indígena u originario ascendió al 11,1% del total de la población, con una prevalencia importante de la etnia mapuche dentro de los recuentos a nivel nacional.
| Etnia          | Población | %   |
| -------------- | --------- | --- |
| Mapuche        | 1.508.722 | 8,8 |
| Aymara         | 114.523   | 6,7 |
| Rapa Nui       | 8.406     | 0,5 |
| Atacameño      | 6.101     | 0,4 |
| Quechua        | 13.667    | 0,8 |
| Kolla          | 13.678    | 0,8 |
| Diaguita       | 45.314    | 2,6 |
| Kawésqar       | 1.784     | 0,1 |
| Yagán o yámana | 1.235     | 0,1 |

Durante las tres últimas décadas, desde el censo del año 1992, se ha podido recoger información de relevancia estadística respecto a la población indígena dentro del contexto de existencia de la República de Chile. Previo a ello, los datos pueden estar afectados por imprecisiones o ser inadecuados para establecer comparativas poblacionales y estadísticas reales, pues las experiencias censales durante la colonia contabilizaban indígenas dentro de sus comunidades particulares, más no insertos dentro un sistema Estado nación como en la actualidad. Asimismo, es altamente probable que en ciertos períodos históricos la autodeterminación como sujeto indígena estuviera matizada por la simpatía o la vergüenza, según el caso. Es por ello que se puede comprobar una notable diferencia con los resultados del censo de 2002, en el que solo un 4,6% de la población declaró ser indígena, lo que compromete variables sociopolíticas determinantes en los procesos de identificación étnica. Por otra parte, la falta de estadísticas oficiales tiene impacto en las contabilizaciones de hablantes nativos de cada idioma indígena, por ende, las estimaciones al respecto son de naturaleza no oficial y tienden a arrojar grandes variaciones entre ellas. Solo en el caso del idioma mapuzungún se presume que hay entre 140 mil a 400 mil hablantes.
Como se ha mencionado anteriormente, varias culturas indígenas precolombinas desaparecieron en el territorio chileno por distintos motivos, siendo los principales la aculturación y el sincretismo que produjo el mestizaje, como las diversas pandemias y enfrentamientos bélicos que afectaron a las poblaciones nativas. Más tarde durante el siglo XX, la expansión del Estado chileno y el colonialismo republicano empujaron programas racionalizados de exterminio contra las milenarias poblaciones aónikenk, selknam, kawésqar y yagán en el extremo sur del país.

## Colonización española

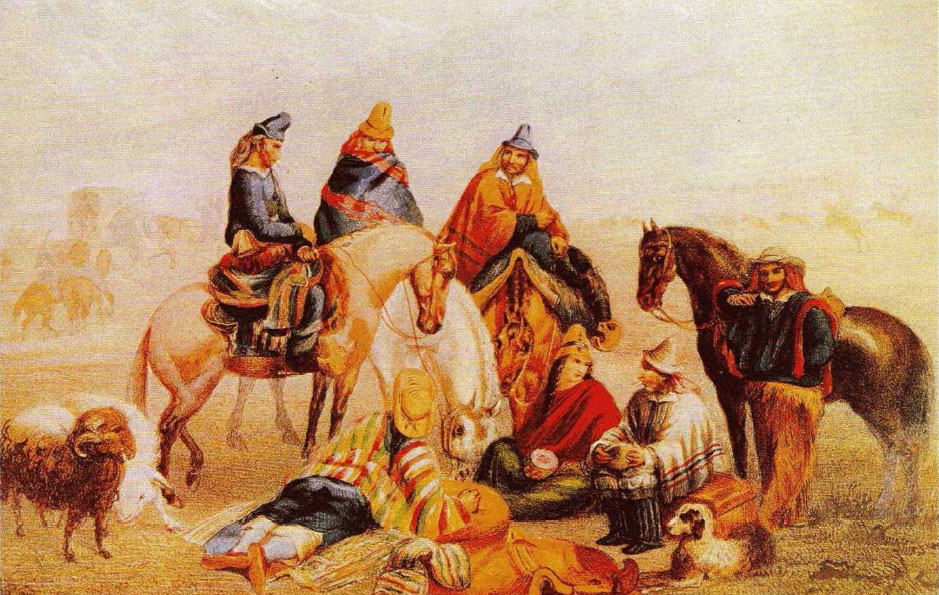
Campesinos chilenos de la zona central.

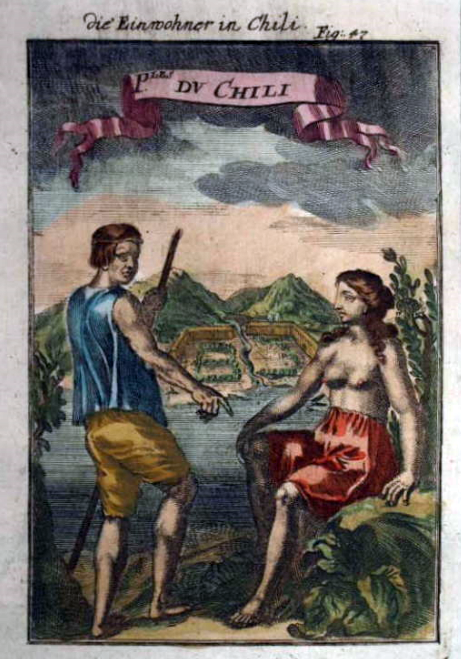
Chilenos durante el período hispánico (1685).

La llegada de Pedro de Valdivia y la fundación de Santiago en 1541 marca el inicio del asentamiento del reino de Chile (integrante de la Monarquía Católica) en su zona central y que, con el paso del tiempo, decantará en la consolidación del estándar cultural chileno a partir del nacimiento de la cultura huasa y de las tradiciones en torno a los asentamientos permanentes. Estas organizaciones comunales lograron una estabilidad institucional alrededor de los cabildos, que ayudaron a concretar un principio regidor capaz de ofrecer gobernanza a los incipientes poblados —conformados principalmente por castellanos, navarros, andaluces y extremeños—, en función de relaciones políticas relativamente equilibradas. Pese a ello, fuera de los circuitos urbanos y de las estancias ocurría lo que se entiende como proceso de mestizaje, derivado de encuentros entre españoles e indígenas, surgiendo matrimonios amparados por la Iglesia Católica, aunque también de la renuncia y del despojo. En otras palabras, indígenas e hijos de indígenas aculturados a favor del canon español, socializados como bajo pueblo, vagabundos y nómades.
Los empadronamientos durante la época imperial fueron escasos y limitados. Existe registro del primero realizado entre los años 1777 y 1778, desde el río Maule hasta la frontera con el desierto de Atacama, incluida la provincia de Cuyo entonces perteneciente a la Capitanía General de Chile. Se pudieron contabilizar 259.646 individuos, de ellos 190.919 blancos, 20.651 mestizos, 22.568 indios y 25.508 negros.
Sin embargo, dejando de lado la importancia narrativa de estos datos, no es prudente confiarles una validez absoluta en cuanto a la representatividad poblacional y fiabilidad metodológica, debido a las propias limitaciones de la época como al alcance del orden colonial sobre las poblaciones que habitaban los territorios. Tampoco se sabe a ciencia cierta cuáles fueron los criterios de clasificación y bajo qué condiciones un sujeto pertenecía a una u otra categoría. Lo que sí es posible saber según la literatura histórica es que durante el siglo XVIII se agrupaban como españoles a todos aquellos que, a grandes rasgos, se veían y comportaban como tales, aduciendo una categoría más o menos cercana a lo que hoy se conoce como nacionalidad.  Aún teniendo esto en cuenta, las comunidades no hispánicas componían números significativos, los que pudieron haber sido parcialmente mayores en función de los indígenas libres no subordinados por la encomienda, entre otras posibilidades.
Por otro lado, la hegemonía cultural de los peninsulares en la conformación temprana de la sociedad chilena es un factor preponderante pues, si bien se absorben muchísimos elementos desde las culturas indígenas nativas, no alcanza para configurar tempranamente una normatividad de carácter mestiza, como ocurrió en procesos de mestizaje de otros países hispanoamericanos, dejando en evidencia la situación problemática de aguda desigualdad inicial que avanzó más adelante con la independencia de Chile a principios del siglo XIX.

## Inmigración europea

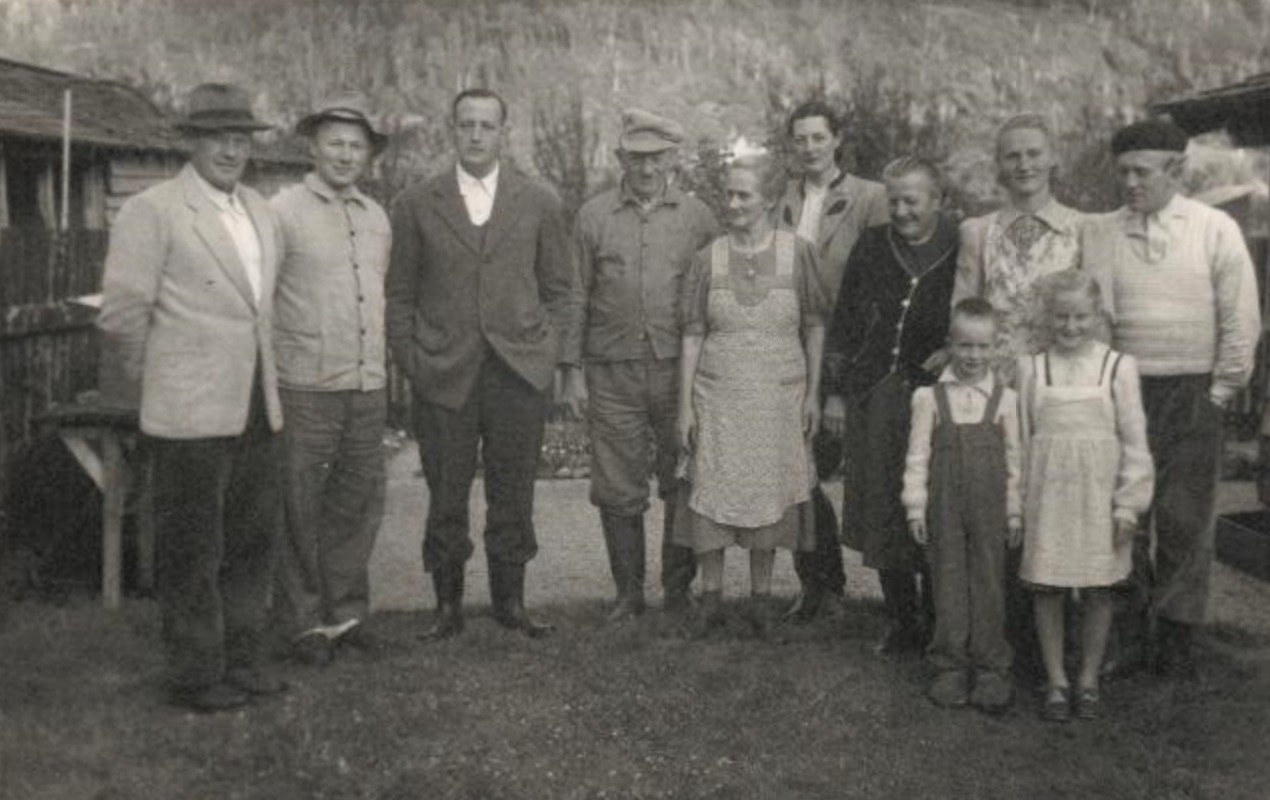
Colonos alemanes en la provincia de Aysén en 1951.

El apelativo inmigrante aparece conforme a la llegada de europeos no hispanos a principios del siglo XIX durante las primeras décadas republicanas de Chile, en que se consolida económica y políticamente como un ente autónomo. El ánimo modernizador característico de la época llevó a concretar políticas de repoblamiento en regiones específicas del país, acompañadas por creencias que veían en el europeo un «espíritu de orden y trabajo». Esto determinó el ingreso de familias provenientes de Alemania, Austria, Reino Unido e Irlanda, Croacia, Francia, Países Bajos, Italia y Suiza.
En la década de 1850 el Estado chileno bajo el gobierno de Manuel Bulnes patrocinó la inmigración de alemanes, austriacos, suizos y franceses con el fin de colonizar las regiones meridionales del país, especialmente Valdivia y Llanquihue por su potencial agrícola y ganadero.  En el año 1861 ya habían 263 familias alemanas en la zona, que juntas sumaban un total de 1.375 personas.
En lo que comprende el periodo entre 1883 y 1890 se instalaron aproximadamente 7 mil colonos europeos en las inmediaciones de la zona austral, apoyados por una fuerte presencia estatal que cooperó activamente en la ocupación de territorios. La inmigración de origen europeo se puede concebir dentro de un marco de colonización territorial impulsada por una serie de legislaciones que la hicieron posible, como también de esfuerzos institucionalizados, comprobables con la apertura en 1872 de la Oficina General de Inmigración o la creación en 1889 del Servicio de Tierras y Colonización.
Los compromisos estatales con la inmigración, empero, se deben entender como la materialización de un proyecto modernizador. Aunque afectado por contradicciones que, en ocasiones, repercutieron en la no consecución de los objetivos en un inicio propuestos, en la reubicación violenta e incluso exterminio de comunidades indígenas que también habitaban los territorios colonizados y en la baja productividad de los colonos.
Durante la década de 1930 y a raíz de las secuelas dejadas por la guerra civil española, un número de 2.200 españoles desembarcaron del Winnipeg en la ciudad de Valparaíso. Un buque francés que fue facilitado a los refugiados gracias a la gestión de Pablo Neruda, cónsul especial para la inmigración española, designado en París por el presidente Pedro Aguirre Cerda en el año 1939.

## Inmigración asiática
El arribo de inmigrantes provenientes de Asia es de antigua data. A partir del año 1850 personas de origen chino llegaron a Tarapacá para ocuparse en las guaneras peruanas y más adelante, con la anexión chilena del Norte Grande, como trabajadores portuarios y salitreros. Las condiciones laborales y de vida transitaron desde la semi-esclavitud durante la administración peruana hasta la dependencia contractual asalariada tras la anexión chilena. Según datos recogidos de estadísticas oficiales, la inmigración china de los siglos XIX y XX alcanzó su punto más alto el año 1920 con un total de 1335 individuos, la abrumadora mayoría de ellos varones. Según el INE, la cantidad de residentes habituales chinos ascendía a 13.405 personas el año 2018.
Los japoneses confluyeron en números modestos hacia Chile, mayormente con el motivo de asentarse en las zonas de explotación salitrera. Los barcos de transporte japoneses habían ayudado a trasladar inmigrantes chinos, lo que sentó una base referencial para las futuras relaciones con Japón. Se estima que en 1920 vivían en el país alrededor de 500 japoneses esparcidos de norte a sur.

## Inmigración americana
Desde 1990 y a principios del siglo XXI, debido a la estabilidad política y la mejora socioeconómica de Chile, se ha constatado la atracción de un número significativo de inmigrantes de variados países latinoamericanos, los cuales representaban, al término de 2019, aproximadamente a 1.500.000 personas, correspondiente al 8 % de la población residente en el territorio chileno, esto sin contar a su descendencia nacida en Chile, por efectos del ius soli. Sus principales procedencias, y nacionalidades de origen, corresponde a: 455.494 venezolanos, 235.165 peruanos, 185.865 haitianos, 161.153 colombianos, 120.103 bolivianos, 79.474 argentinos, 41.403 ecuatorianos, 20.080 dominicanos, 19.980 brasileños, 16.253 cubanos y 10.380 mexicanos.
Esto ha impulsado un cambio en la fisonomía de ciertas comunas del país donde se concentra su número. En comunas como Santiago Centro e Independencia, uno de cada tres residentes es un extranjero latinoamericano (28 % y 31 % de la población de estas comunas, respectivamente). Otras comunas del Gran Santiago con altos números de inmigrantes son Estación Central (17 %) y Recoleta (16 %). En las regiones del norte del país, por hallarse la principal actividad económica nacional, se ha constatado también un número alto de este tipo de inmigrantes. Por ejemplo, en la región de Antofagasta el 17,3 % de la población es extranjera latinoamericana, con comunas como Ollagüe (31 %), Mejillones (16 %), Sierra Gorda (16 %) y Antofagasta (11 %), con altos porcentajes de inmigrantes latinoamericanos, principalmente bolivianos, colombianos y peruanos.